# Samsung Galaxy Y
O Samsung Galaxy Y é um smartphone com sistema operacional Android 2.3 Gingerbread da linha Samsung Galaxy, anunciado em agosto de 2011. O aparelho foi projetado especialmente para quem estava adquirindo seu primeiro smartphone. Com um preço acessível e um desempenho satisfatório para tarefas básicas, o Galaxy Y se destacou como uma opção popular entre os usuários iniciantes da era dos smartphones.

## Recursos
O Galaxy Y possui o sistema operacional Android, versão 2.3.5, com atualização disponível para 2.3.6. Possui interface proprietária TouchWiz 3.0, da Samsung. O aparelho vem equipado com o processador Broadcom BCM21553 ARMv6, com 832Mhz e 290 MB de RAM. Também possui GPU Broadcom BCM2763 VideoCore IV LPDDR2 128MB.
O aparelho já vem com os teclados Swype e o teclado Samsung pré-instalado, e também conta com a suíte de apps Google, como a Google Play, Google Maps, Gmail e YouTube.
Possui também uma câmera traseira de 2 MP sem flash. A resolução da tela é de 240x320, 3", com suporte multitoque. O aparelho possui conectividade 3G e 2G, Wi-Fi, Bluetooth 3.0 e Micro-SD. Também tem entrada USB e para fones de ouvido com conector P2 de 3,5 mm. Possui memória interna de 190MB e suporte para cartão de memória Micro-SD de até 32 GB.

## Design

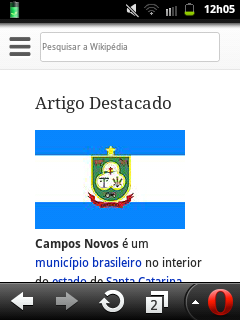
Captura de tela do Galaxy Y exibindo a página inicial da Wikipédia Móvel

O Galaxy Y possui uma estrutura similar ao Galaxy S II, sendo um smartphone que pesa apenas 98 gramas e com dimensões de 104 x 58 x 11,5 mm. Ele possui uma linha prateada de metal que contorna todo o aparelho e a tampa da bateria é de plástico que se parece com alumínio texturizada para não arranhar e evitar escorregões. Na frente ele possui uma tela de 3" de vidro mas sem proteção contra riscos, sensores de luminosidade, o botão home (físico) e os botões de toques capacitivos voltar e menu. Na lateral esquerda ele possui os botões de aumentar e diminuir volume; e na lateral direita o botão de energia. Em cima fica a entrada para fone de ouvido de 3,5mm e a entrada USB tampada por uma tampa de plástico e embaixo fica o microfone. Atrás fica apenas o alto-falante e a câmera de 2MP.

## Hardware

### Processador
O Galaxy Y possui um processador single-core ARMv6 com 832Mhz.

### Memória
O Galaxy Y possui 290 MB de RAM e 190 MB de memória flash de armazenamento (com 180 MB disponível para o usuário).
Também possui entrada para Micro-SD de até 32 GB.

### Tela
O Galaxy Y tem uma tela touchscreen capacitiva com multitouch, com resolução QVGA (320x240), TFT LED que tem uma densidade de 133 PPI.

### Câmera
O Galaxy Y possui uma câmera de 2 MP com foco fixo e sem flash, que pode gravar vídeos em uma resolução de 320x240. O aparelho não possui câmera frontal.

### Bateria
O Galaxy Y possui uma bateria de íons de lítio, com capacidade de até 1200 mAh, cujo tempo de conversa no 2G é de até 9 horas e o tempo de espera é de até 16 dias.